# Sturm-liouvilleprobleem
In de wiskundige analyse is een sturm-liouvilleprobleem een naar Charles Sturm en Joseph Liouville genoemde 2e-orde differentiaalvergelijking over het eindige interval {\displaystyle I=[a,b]} van de vorm:
{\displaystyle -{\frac {\mathrm {d} }{\mathrm {d} x}}\left[p(x){\frac {\mathrm {d} y(x)}{\mathrm {d} x}}\right]+q(x)y(x)=\lambda w(x)y(x)}
met de niet-triviale randvoorwaarden:
{\displaystyle \alpha _{1}y(a)+\alpha _{2}y'(a)=0}
{\displaystyle \beta _{1}y(b)+\beta _{2}y'(b)=0}
Hierin zijn de functies {\displaystyle p,\ p',\ q} en {\displaystyle w} continu en reëelwaardig, met {\displaystyle p(x)>0} en {\displaystyle w(x)>0}.
Het probleem kan geformuleerd worden met behulp van de lineaire differentiaaloperator
{\displaystyle L={\frac {1}{w}}\left(-{\frac {\mathrm {d} }{\mathrm {d} x}}\,p\,{\frac {\mathrm {d} }{\mathrm {d} x}}+q\right)}
en heeft dan de vorm van het eigenwaardeprobleem:
{\displaystyle Ly=\lambda \,y}
Er is altijd de triviale oplossing {\displaystyle y(x)=0}, maar voor sommige waarden van {\displaystyle \lambda } bestaan er niet-nul oplossingen. Dit zijn de zogenaamde eigenwaarden {\displaystyle \lambda _{n}} met bijhorende eigenfuncties {\displaystyle y_{n}(x)}.
De hoofdresultaten van de Sturm-Liouvilletheorie zijn:
- De eigenwaarden {\displaystyle \lambda _{1},\lambda _{2},\ldots } zijn reëel en kunnen geordend worden om een strikt stijgende rij te vormen:

{\displaystyle \lambda _{1}<\lambda _{2}<\ldots <\lambda _{n}<\ldots }
met limiet 
{\displaystyle \lim _{n\to +\infty }\lambda _{n}=+\infty }
- De bij {\displaystyle \lambda _{n}} horende eigenfunctie {\displaystyle y_{n}(x)} is uniek op een constante niet-nulfactor na, en heeft exact {\displaystyle n-1} nulpunten in het interval {\displaystyle (a,b)}.

- De eigenfuncties {\displaystyle y_{n}(x)} vormen na normeren een orthogonale basis voor de gewichtsfunctie {\displaystyle w(x)} over {\displaystyle [a,b]}

{\displaystyle \langle y_{n},y_{m}\rangle =\int _{a}^{b}y_{n}(x)y_{m}(x)w(x)\,\mathrm {d} x=\delta _{mn}}
Sturm-Liouvilleproblemen hebben praktisch nut, omdat ze veel voorkomen in de wiskundige natuurkunde, bijvoorbeeld in elektromagnetisme, kwantummechanica en akoestiek.